# أشرف الكعلي
أشرف الكعلي هو إعلامي تونسي، عمل بالتلفزة التونسية بين سنة 1994 و 2007.
إلى جانب اختصاصه الإعلامي فهو متحصل على درجة المرحلة الثالثة في علوم التصرف / اختصاص تسويق.

## سيرة المهنية
قدم و أعد أشرف الكعلي البرنامج الموسيقي الأسبوعي إيقاعات عالمية على قناة 21 من 1994 لغاية 2007، و برامج أخرى ككواليس و على كيفك. حاور عديد النجوم العالميين و قابلهم كمايكل جاكسون، ستينغ، جو كوكر، وديع الصافي، كاظم الساهر ،Azarro، و غيرهم قدم سنة 2003 برنامج أسبوعي براديو موزاييك. شغل خطة كبير مديري المبيعات بشبكة راديو و تلفزيون العرب بين 1998 و 2010. صاحب مشروع أول قناة رياضية خاصة "سبورت آف آم". عمل مستشارا في ملفات متعددة لكبرى شركات الإتصاات في البحر الأبيض المتوسط. ترشح سنة 2014 لرئاسة مؤسسة التلفزة التونسية. تولى سنة 2016 إدارة  شبكة تي آن آن القناة الإخبارية التونسية الخاصة. شغل بين 2018 و 2023 خطة مدير عام مبيعات بي إن الرياضية بتونس و فتح مكتبا لها بالعاصمة. يتولى منذ 2023 رئاسة مؤسسة خاصة تنشط بشمال إفريقيا و إختصاصها الإشتراكات التلفزية و المنصات عبر إتفاقيات تمثيل لكبرى الشركات العالمية المختصة.
لأشرف الكعلي عدة كتابات و بحوث تخص حوكمة و واقع المشهد السمعي البصري في تونس.
مؤسس الجمعية التونسية للعاملين في القطاع السمعي البصري ATPA.
متحصل على شهادة المرحلة الثالثة تصرف إختصاص تسويق.
درس سابقا كأستاذ مساعد بالجامعة التونسية كلية الإقتصاد و التصرف.

.